# 韓盛
韓 盛（かん せい、生年不詳 - 564年）は、中国の西魏から北周にかけての軍人。字は文熾。本貫は南陽郡堵陽県。

## 経歴
安夷敷城二郡太守の韓先藻の子として生まれた。535年、西魏が建国されると、開府行参軍を初任とした。参軍事に転じた。李遠の下で連年にわたって征戦に従い、戦功を挙げた。都督・輔国将軍・中散大夫の位を受け、持節・平東将軍・太中大夫に進み、銀青光禄大夫・大都督となった。558年、臨湍県子に封ぜられた。564年、使持節・車騎大将軍・儀同三司・虞部下大夫の位を受け、新平郡太守として出向した。本官のまま宇文護の東征に従い、洛陽で戦没した。淅洛義三州刺史の位を追贈された。諡は壮といった。
子の韓謙が後を嗣ぎ、大都督となった。
韓盛の兄の韓徳輿と韓仲恭も名が知られた。韓徳輿は持節・車騎大将軍・儀同三司・通洛慈澗防主・邵州刺史・任城県男を歴任した。韓仲恭は広原・霊原・新豊の三県令を歴任した。

## 伝記資料
- 『周書』巻34 列伝第26